# Салах-ед-Дін (провінція)
Салах-ед-Дін (араб. صلاح الدين) — провінція (мухафаза) на півночі Іраку. Адміністративний центр — місто Тікрит. Інші великі міста — Самарра, Байджі, Балад, Туз-Хурматлі, Шергат.
Названа на честь середньовічного мусульманського полководця Саладіна. На заході межує з провінцією Анбар, а на сході з Сулейманією.

## Округи
- Ед-Даур
- Аль-Фаріс
- Еш-Шергат
- Байдші
- Балад
- Самарра
- Тікрит
- Туз-Хурмату (Туз-Хормато)